# Pałac w Ciszycy

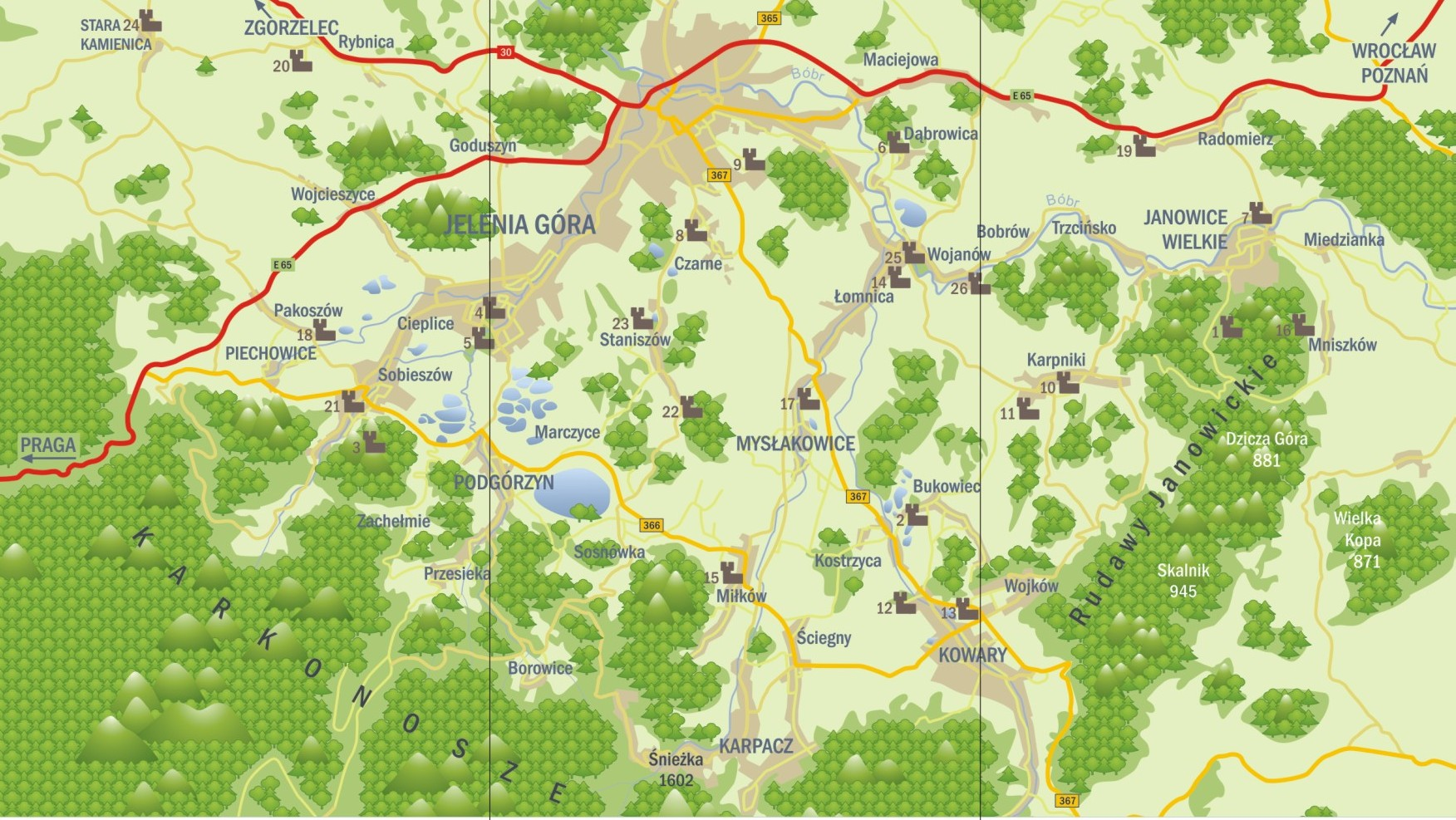
Dolina Pałaców i Ogrodów-mapa

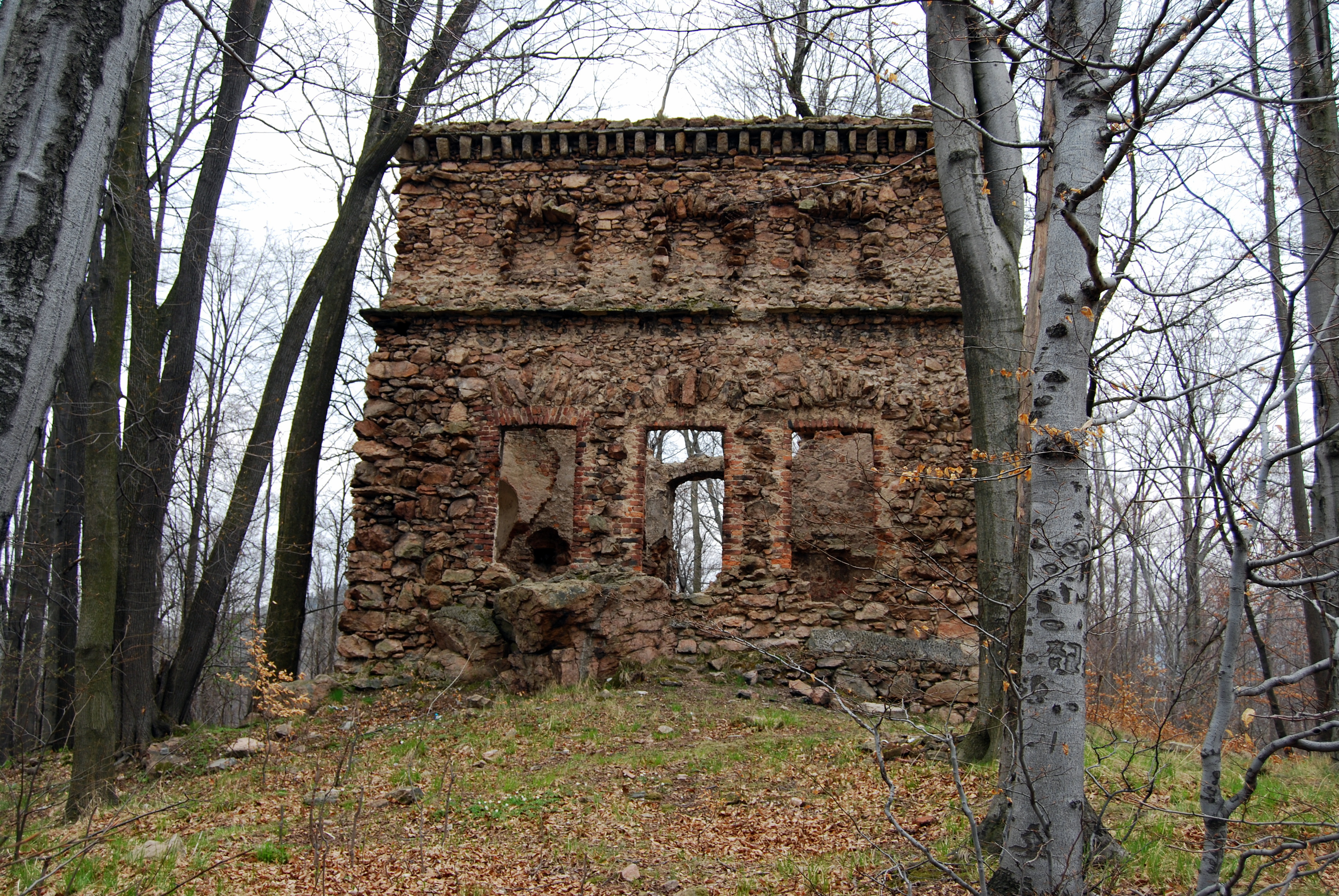
Ruiny domku myśliwskiego

Pałac w Ciszycy – zabytkowy pałac znajdujący się w gminie Mysłakowice, w północno-wschodniej części Kotliny Jeleniogórskiej, położony u stóp wzgórza Radziwiłówka.

## Historia
Pierwszym znanym właścicielem posiadłości był hrabia Malzan, następnym śląski minister prowincji hrabia Karl Georg von Hoym, który w latach 90. XVIII w. wzniósł niewielki pałacyk w stylu empire. W 1825 roku dwór wraz z majątkiem, po trzyletnim okresie dzierżawy, nabył książę Antoni Henryk Radziwiłł, pełniący w latach 1815–1833 funkcję namiestnika Wielkiego Księstwa Poznańskiego. Remont wnętrza został wykonany pod wpływem Karla Friedricha Schinkla. Ściany zostały pokryte tapetami ze znanej fabryki z Kessel, w meblach przeważały motywy neogotyckie. Ciszycę odwiedzał w swoim czasie brat ówczesnego króla, książę Wilhelm Pruski z żoną. Po śmierci Antoniego Radziwiłła (w 1833) i jego żony Luizy Pruskiej majątek odziedziczyła córka Eliza, zaręczona w młodości z księciem Wilhelmem, która mieszkała w Ciszycy do śmierci w 1834 roku. 
Następnie dobra przeszły w posiadanie kolejnej córki Antoniego Radziwiłła, Wandy, żony księcia Adama Czartoryskiego. Potomkowie Wandy i Adama Czartoryskich mieszkali w Ciszycy do 1927 roku tj. do czasu, gdy majątek zakupił baron von Stein-Äcker, który poddał pałacyk renowacji. W latach 30. posiadłość należała do Solly Edelmann. W 1938 zrealizowano tu film „Legenda miłosna”, odtwarzający dzieje romansu Elizy i Wilhelma. Obecnie pałac i oficyna są własnością prywatną.

## Opis obiektu
Pałac w Ciszycy jest prostą, jednopiętrową budowlą, na planie prostokąta, krytą czterospadowym, mansardowym dachem ozdobionym facjatkami. Od północnego zachodu łączy się z nim jednopiętrowy budynek służbowy, na parterze murowany z górną kondygnacją z drewna. Fasady południowo-wschodnia i południowo-zachodnia liczą po 7 osi okiennych, elewacje boczne po 5. W kierunku poziomym podzielone są na kondygnacje płaskim gzymsem listwowym. Elewację główną wyróżnia trzyosiowy, lekko wysunięty ryzalit przystrojony w partii górnej ornamentami empirowymi i gzymsem zwieńczonym fryzem kostkowym. Nieistniejący obecnie balkon wsparty był na czterech doryckich kolumnach, przed którymi rozpościerał się taras. Dekoracji fasad, obecnie pokrytych niefortunnie narzutem tynkowym, dopełniały ozdobne podokienniki wykonane w tynku. Wewnątrz zachowały się tylko fasetowe plafony oraz częściowo stolarka z pocz. XIX w. – okna i drzwi.
W otoczeniu budynku znajdował się romantyczny park, z którego do dziś zachowały się niektóre okazy roślin: 18-metrowy tulipanowiec amerykański liczący około 250 lat, ponad 200-letnie sosny wejmutki, dwa buki pospolite, dąb szypułkowy w odmianie stożkowej. Park jest obecnie zaniedbany.